# Liolaemus melanopleurus
Liolaemus melanopleurus — вид ігуаноподібних ящірок родини Liolaemidae. Ендемік Чилі.

## Поширення і екологія
Liolaemus melanopleurus відомі за кількома зразками, зібраними в пустелі Атакама.